# هارولد ستيفنسون (رسام)
هارولد ستيفنسون (بالإنجليزية: Harold Stevenson)‏ هو رسام أمريكي، ولد في 11 مارس 1929 في إيدابيل في الولايات المتحدة، وتوفي بنفس المكان في 21 أكتوبر 2018.